# Contarinia pruniflorum
Contarinia pruniflorum is een muggensoort uit de familie van de galmuggen (Cecidomyiidae). De wetenschappelijke naam van de soort is voor het eerst geldig gepubliceerd in 1955 door Coutin & Rambier.